# آروجاک (سولواووا)
آروجاک (به ترکی استانبولی: Arucak) یک منطقهٔ مسکونی در ترکیه است که در سولواووا واقع شده‌است.